# Tlaxcala (stan)
Tlaxcala (wymowaⓘ) – stan w południowo-środkowym Meksyku. Graniczy ze stanami: Puebla (na północy, wschodzie i południu), México (na zachodzie) i Hidalgo (na północy i zachodzie) .

## Podział administracyjny
Tlaxcala dzieli się na 60 gmin (hiszp. municipios).

## Warunki geograficzne i klimatyczne

### Ukształtowanie terenu
Przez stan przebiegają trzy pasma górskie: Tlaxco (na północy), Caldera nazywana też Huamantlą (południowy wschód) oraz wulkaniczne pasmo przy granicy z Pueblą (znajduje się tu wulkan Malinche, o wysokości 4,451 m). Oprócz tego na południe od Tlaxco Sierra znajdują się tereny równinne.

### Rzeki
Większość rzek jest mała, z reguły wpadają one do Balsas. Największymi są: Zahuapan i Atoyac

### Klimat
Klimat jest generalnie chłodny. Średnia roczna temperatura wynosi ok. 16 °C. Średnia roczna opadów w stolicy sięga 79 cm.

### Rośliny i zwierzęta
Najczęściej spotykanymi drzewami są: jodła, sosna i dąb. Niektóre rejony są porośnięte przez niskopienne jałowce. Część dolin i równin zajmują pastwiska. Na faunę zwierzęcą składają się m.in.: zające, ryjówki, wiewiórki i oposy. Z ptaków tereny te zamieszkują: orły, jastrzębie i przepiórki.

## Historia

### Prehistoria
Pierwsze ślady obecności człowieka na tym terenie są datowane na 10 tys. lat p.n.e. Były to jednak jedynie grupy zbieracko-myśliwskie, które prowadziły wędrowny tryb życia. Pierwsze stałe osiedla należały do Indian Quinametin. Quinametin podlegali wpływom kultur Otomi i Teotihuacanu, później zostali podbici przez ludy Olmec-Xicalanca, które miały za przodków Majów. Olmec-Xicalanca stworzyli kilka ośrodków miejskich i pozostawili po sobie wiele przedmiotów o charakterze religijnym i z zakresu życia codziennego.

### Tlaxcallanie
W X w. n.e. Indianie z kręgu kultur Toltecko-Cziczimeckich rozciągnęli swoje panowanie nad tym regionem. Ok. 1330 n.e. przybywają tu Tlaxcallanie, którzy podporządkowują sobie mniejsze grupy etniczne. W 1348 zakładają oni pierwszą stolicę swojego państwa – Tepectícpac. Pomiędzy 1418 i 1430 Tlaxcalanie udzielają wsparcia Nezahualcóyotlowi – królowi Texcoco, późniejszemu sojusznikowi Azteków. Ciągłe zagrożenie ze strony potężnego Imperium Azteckiego wymusiło na Tlaxcalanach stworzenie nowej organizacji swojej armii, która słynęła z waleczności. Hernán Cortés, który przybył ze swoją ekspedycją w 1519, wykorzystał wrogość Tlaxcalan w stosunku do Azteków i uczynił z nich swoich sojuszników. Po zniszczeniu Tenochtitlánu Tlaxcalanie towarzyszyli konkwistadorom w podboju innych części kraju i osiedlali się razem z nimi.

### Po konkwiście
Przez większość XVI w. Hiszpanie szanowali porozumienie zawarte przez Cortesa ze starszyzną tlaxcalańską. Dzięki temu Indianie z tego terenu nie musieli płacić podatków, nie zabierano im także ziemi. Później zaczęło się to zmieniać na niekorzyść dla Indian, którzy wzniecali powstania przeciwko Hiszpanom w odpowiedzi na coraz to nowe obciążenia i niesprawiedliwość. W XVIII w. los tutejszej ludności był podobny do tego, jaki przypadł w udziale Indianom w innych częściach Meksyku. Oznaczało to eksploatację na polach i w kopalniach. Oprócz tego Kościół Rzymskokatolicki rozpoczął akcję intensywnej ewangelizacji.

### Niepodległość
W czasie trwania walk o niepodległość (1810–1821) Tlaxcala pozostawała niepodzielnie w rękach rojalistów. Po uzyskaniu przez Meksyk niezależności od Hiszpanii w 1821 region został przyłączony do nowego państwa. W 1824 Tlaxcala uzyskała status stanu. Rozwój gospodarczy był hamowany przez brak stabilności politycznej i ciągłe walki o władzę pomiędzy stronnictwami liberałów i konserwatystów. Po ostatecznej wygranej liberałów i po objęciu urzędu prezydenta przez Benito Juareza w 1867 Tlaxcala staje się ośrodkiem handlowym i włókienniczym. Swoje lata świetności stan przeżywa za rządów Porfirio Diaza, co było możliwe dzięki rozbudowie infrastruktury kolejowej.

### XX wiek
W czasie rewolucji meksykańskiej, która rozpoczęła się w 1910, dochodzi do kilku powstań chłopskich. Dopiero po uchwaleniu nowej konstytucji w 1917 sytuacja zaczyna się normalizować. Dalsze lata to okres pomyślnego rozwoju Tlaxcali, która staje się jedną z najgęściej zaludnionych części kraju.

## Gospodarka
Poszczególne sektory gospodarki stanu, według ich udziału w PKB, kształtują się następująco: przemysł (28%), usługi (21%), handel (12%), transport (9%), finanse (16%), rolnictwo (8%), budownictwo (5%) i górnictwo (1%).
Głównymi gałęziami przemysłu są: branża włókiennicza, chemiczna i farmaceutyczna. Zakłady tekstylne są zlokalizowane głównie w rejonie Santa Ana Chiauhtempan. Z innych sektorów można wymienić jeszcze: przemysł maszynowy, motoryzacyjny. Pewną rolę odgrywa też drobne rzemiosło.
Rolnictwo zaopatruje głównie miejscowych mieszkańców, ale nie ma dużego wpływu na całą gospodarkę stanu. Uprawia się m.in. kukurydzę, lucernę, jęczmień i pszenicę. Wyrabia się też słynny napój pulque. Hoduje się bydło, świnie i kozy.
Tlaxcala często cierpi ze względu na susze, dlatego dużą wagę przywiązuje się tu do gospodarki wodnej.

## Turystyka
Stolica stanu, Tlaxcala de Xicohténcatl, jest często nazywana "czerwonym miastem", ze względu na kolor budynków. Na Pałacu Gubernatora znajdują się murale przedstawiające historię Tlaxcali. Oprócz tego jest tu wiele kościołów i muzeów, które są związane z przedkolonialnym Meksykiem.

## Galeria

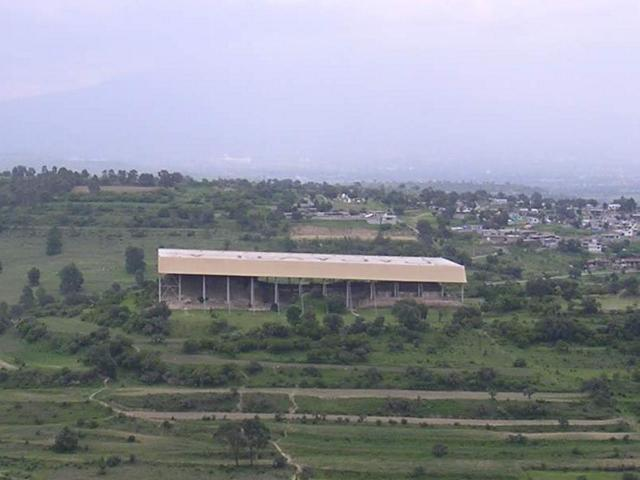
Gran Basamento
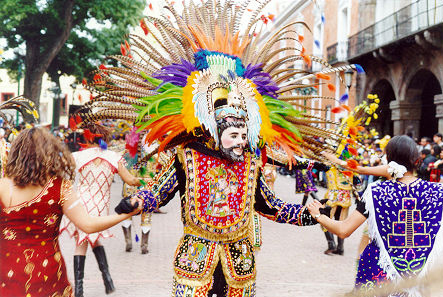
Huehues de Tlacuilohcan
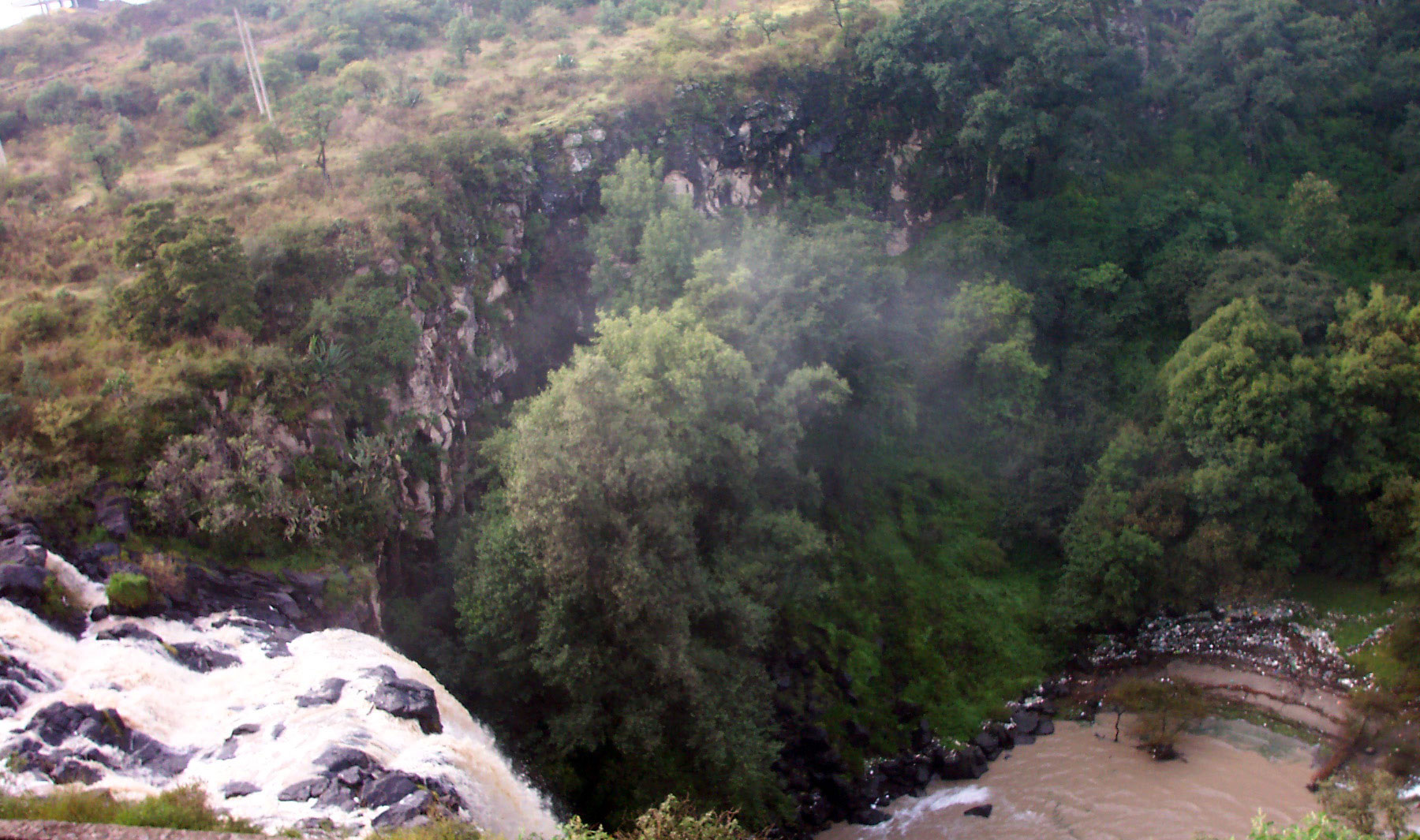
Cascadas de Atlihuetzia
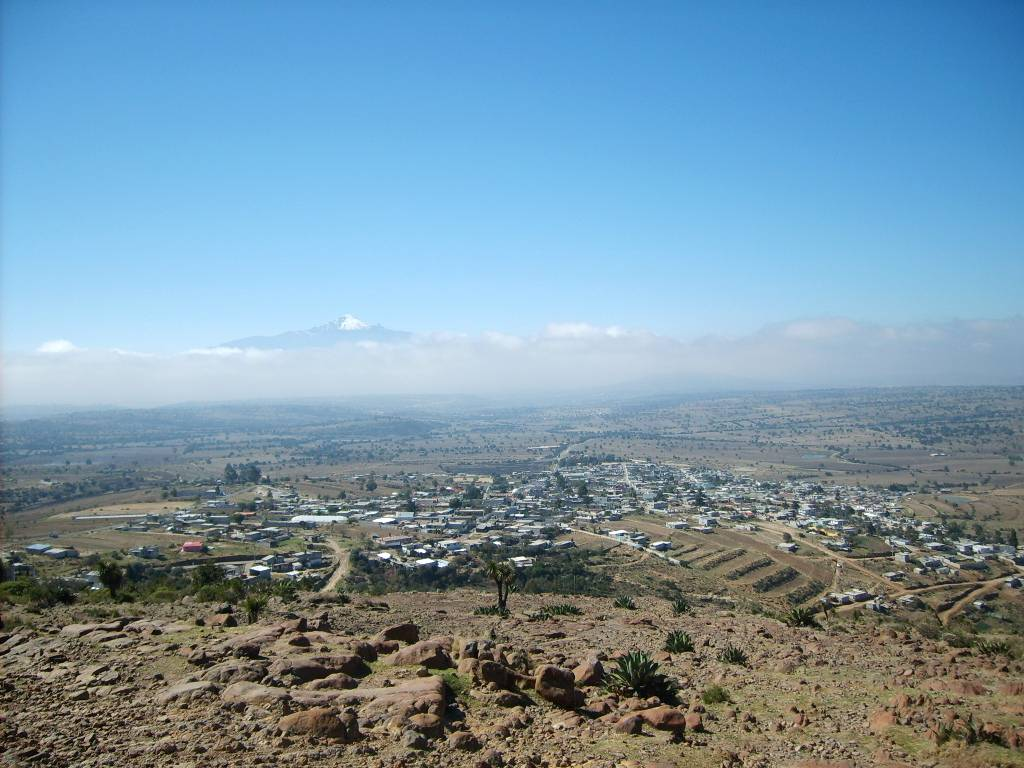
Terrenate
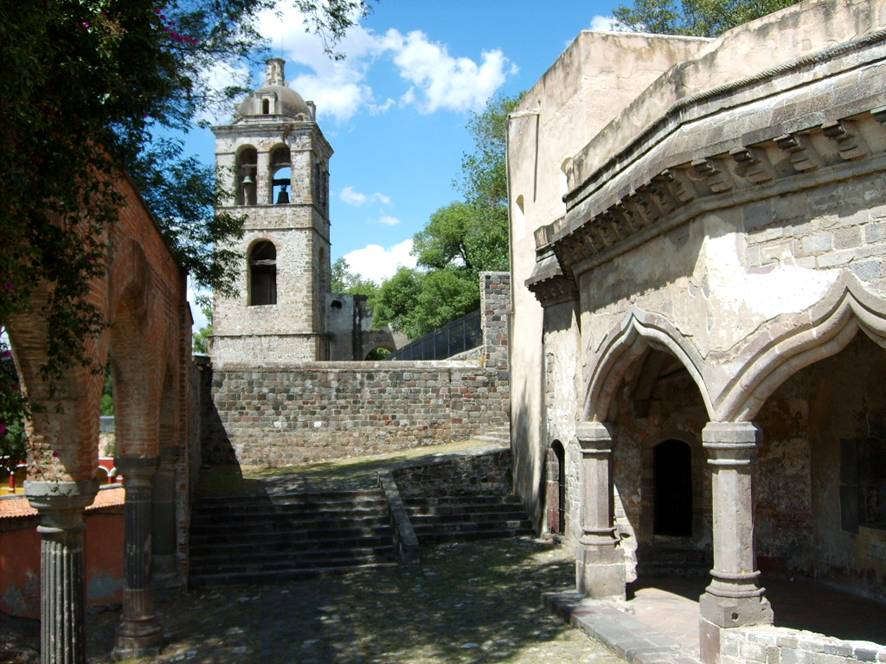
Capilla Campanario